# Grahams tal
Grahams tal (förkortas som G) är ett enormt tal som härrör från den övre gränsen på svaret av ett problem inom Ramseyteorin. Talet är namngivet efter den amerikanska matematikern Ronald Graham, som använde det inför populärvetenskapsförfattaren Martin Gardner som en förenklad förklaring av de övre gränserna för problemet som han arbetade med. Gardner beskrev talet i ett nummer i tidningen Scientific American år 1977, och på så vis introducerades det inför allmänheten. Vid denna tidpunkt var det just Grahams tal som var det största ändliga tal som någonsin hade använts seriöst i ett matematiskt bevis. Talet publicerades i Guinness Rekordbok år 1980 som då ökade dess popularitet ännu mer. Andra enorma heltal (som exempelvis TREE(3)) som är känd för att vara mycket större än Grahams tal, har dykt upp i många seriösa matematiska bevis på sista tiden. 
Grahams tal är mycket större än en googol eller en googolplex, till och med större än andra mycket stora tal som Skewes tal och Mosers tal. Liksom dessa tal är Grahams tal så stort att det observerbara universumet är för litet att rymma alla siffror i talet om vi förutsätter att varje siffra upptar en Planckvolym. Inte ens med långa termer med exponenter går att använda för att representera talet. 
Man kan emellertid ange Grahams tal som en beräkningsbar rekursiv funktion med hjälp av Knuths pilnotation eller hyperoperatorer. De sista 12 siffrorna i talet är ...262464195387. Med Knuths pilnotation skrivs Grahams tal som {\displaystyle g_{64}}, där:    
{\displaystyle g(n)={\begin{cases}3\uparrow \uparrow \uparrow \uparrow 3,&n=1\\3\uparrow ^{g_{n-1}}3,&n\geq 2,n\in \mathbb {N} \end{cases}}}

## Definition
Grahams tal är alldeles för stort för att beskrivas med de vanliga matematiska operationerna, och därför används Knuths pilnotation vanligen. Om man använder Knuths pilnotation och definierar
{\displaystyle g_{1}=3\uparrow \uparrow \uparrow \uparrow 3}
{\displaystyle g_{n}=3\uparrow ^{g_{n-1}}3}
där {\displaystyle \uparrow ^{g_{n-1}}} betyder {\displaystyle g_{n-1}} pilar så är Grahams tal {\displaystyle G}:
{\displaystyle \left.{\begin{matrix}G&=&3\underbrace {\uparrow \uparrow \cdots \cdots \cdots \cdots \cdots \uparrow } 3\\&&3\underbrace {\uparrow \uparrow \cdots \cdots \cdots \cdots \uparrow } 3\\&&\underbrace {\qquad \quad \vdots \qquad \quad } \\&&3\underbrace {\uparrow \uparrow \cdots \cdots \uparrow } 3\\&&3\uparrow \uparrow \uparrow \uparrow 3\end{matrix}}\right\}{\text{64 lager}}}
där antalet pilar i varje efterföljande lager anges av värdet på det lagret under det; alltså:
{\displaystyle G=g_{64}}